# La Creueta (les Valls d'Aguilar)
La Creueta és una muntanya de 1.243 metres que es troba al municipi de les Valls d'Aguilar, a la comarca de l'Alt Urgell.